# Mariner 3
Mariner 3 är en interplanetarisk rymdsond byggd av den amerikanska rymdflygstyrelsen NASA. Det var den tredje i en serie om 12 planerade sonder (sedermera 10 då de två sista sonderna döptes om till Voyager) i Marinerprogrammet. Mariner 3 sköts upp den 5 november 1964 och var ämnad att göra en förbiflygning av Mars. Strax efter uppskjutningen misslyckades Mariner 3 att öppna solpanelerna och sonden dog snart då batterierna tog slut. Sedan dess befinner den sig i omloppsbana runt solen.

### Fotnoter
1. ↑  ”NASA Space Science Data Coordinated Archive” (på engelska). NASA. https://nssdc.gsfc.nasa.gov/nmc/spacecraft/display.action?id=1964-073A. Läst 24 mars 2020.